# Serie A1 2011-2012 (rugby a 15)
La serie A1 2011-12 fu il 78º campionato di seconda divisione di rugby a 15 in Italia.
Si tenne dal 2 ottobre 2011 al 3 giugno 2012 tra 12 squadre a girone unico con una coda di play-off tra le prime tre classificate e la prima della serie A2.
Rispetto ai risultati conseguiti sul campo intervennero le seguenti variazioni, preliminarmente all'avvio del campionato:
- Reggio Emilia (promossa dalla A2 alla A1) rilevò il titolo sportivo del GranDucato in Eccellenza[1];
- San Gregorio fu ripescato in Eccellenza 2011-12 a seguito del fallimento della Rugby Roma e sua conseguente esclusione dal campionato[1].
- Veneziamestre fu dichiarato non ammissibile alla serie A1 e fu assorbito dal Mirano[1].
- I tre posti lasciati liberi dalle citate tre società furono ricoperti dal ripescaggio dei Lyons e del Grande Milano, rispettivamente terza e quarta classificata del campionato di serie A2 2010-11[1], e dall'ammissione dell'Accademia Nazionale Under-20 della F.I.R. a Tirrenia[1], con terreno interno a Livorno.

La stagione regolare fu vinta dalla squadra della Polizia di Stato, le Fiamme Oro, che di un punto superarono il San Donà.
Distanti più di venti punti dal duo di testa giunsero i piacentini Lyons che si assicurarono l'ultimo posto utile per i play-off.
Le due capilista di A1 furono anche quelle che si disputarono il titolo di campione d'Italia e la salita in Eccellenza: al Chersoni di Prato i veneti vinsero 13-9 e si aggiudcarono la promozione, anche se, successivamente, i poliziotti furono ripescati anch'essi in massima serie.

## Squadre partecipanti
| Club          | Sponsor                           | Città             | Impianto interno        |
| ------------- | --------------------------------- | ----------------- | ----------------------- |
| Accademia FIR |                                   | Livorno           | Stadio Montano          |
| Brescia       | Banco di Brescia                  | Brescia           | Stadio Invernici        |
| CUS Verona    | Franklin&Marshall (abbigliamento) | Verona            | C.S. Gavagnini-Nocini   |
| Fiamme Oro    |                                   | Roma              | C.S. P.S. Ponte Galeria |
| Firenze 1931  | Aeroporto di Firenze              | Firenze           | Stadio Padovani         |
| Grande Milano |                                   | Milano            | Stadio Giuriati         |
| Livorno       |                                   | Livorno           | Stadio Montano          |
| Lyons         |                                   | Piacenza          | Stadio Beltrametti      |
| Modena        |                                   | Modena            | Stadio Collegarola      |
| Pro Recco     |                                   | Recco             | Stadio Androne          |
| San Donà      | M-Three (telecomunicazioni)       | San Donà di Piave | Stadio Pacifici         |
| Udine         |                                   | Udine             | Stadio Gerli            |

## Formula
Il campionato, come nelle edizioni precedenti, si tenne a girone unico; a essere interessati ai play-off e ai play-out furono le prime tre classificate e le ultime due.
Per quanto riguarda i play-off la loro composizione fu la seguente:
- la seconda e la terza classificata di serie A1 si incontrarono in gara doppia nella prima semifinale
- la vincitrice della serie A1 e quella di A2 si incontrarono nella seconda semifinale, sempre in gara doppia.
- le vincitrici delle due semifinali si incontrarono per il titolo di campione d'Italia di serie A e la promozione in Super 10[4].
- le ultime due della serie A1 spareggiarono in gara doppia contro la nona e la decima classificata della serie A2: le perdenti furono retrocesse in serie B, le vincenti furono riassegnate alla serie A1 della stagione successiva[4].

## Stagione regolare
| 2-10-2011  | 1ª/12ª giornata            | 15-1-2012 |
| ---------- | -------------------------- | --------- |
| 35-11      | Lyons - Udine              | 11-8      |
| 28-14      | San Donà - Pro Recco       | 18-12     |
| 43-0       | Brescia - Livorno          | 32-19     |
| 20-21      | Grande Milano - CUS Verona | 8-43      |
| 20-21      | Accademia FIR - Modena     | 13-18     |
| 25-10      | Fiamme Oro - Firenze 1931  | 17-16     |
|            |                            |           |
| 23-10-2011 | 4ª/15ª giornata            | 19-2-2012 |
| 23-12      | Firenze 1931 - Lyons       | 28-22     |
| 3-10       | CUS Verona - Udine         | 7-17      |
| 49-15      | Fiamme Oro - San Donà      | 3-16      |
| 45-8       | Modena - Brescia           | 3-25      |
| 38-14      | Pro Recco - Accademia FIR  | 19-36     |
| 16-18      | Livorno - Grande Milano    | 17-32     |
|            |                            |           |
| 20-11-2011 | 7ª/18ª giornata            | 1-4-2012  |
| 18-15      | Lyons - San Donà           | 26-53     |
| 22-23      | Udine - Pro Recco          | 17-13     |
| 55-19      | Accademia FIR - Brescia    | 22-28     |
| 27-38      | Grande Milano - Fiamme Oro | 10-49     |
| 30-17      | Firenze 1931 - Modena      | 22-13     |
| 68-3       | CUS Verona - Livorno       | 83-0      |
|            |                            |           |
| 18-12-2011 | 10ª/21ª giornata           | 6-5-2012  |
| 19-27      | Accademia FIR - Lyons      | 17-28     |
| 10-36      | Grande Milano - Udine      | 22-28     |
| 42-26      | San Donà - CUS Verona      | 52-22     |
| 40-19      | Brescia - Firenze 1931     | 9-22      |
| 42-0       | Fiamme Oro - Pro Recco     | 17-22     |
| 0-14       | Modena - Livorno           | 47-0      |

| 9-10-2011  | 2ª/13ª giornata              | 22-1-2012 |
| ---------- | ---------------------------- | --------- |
| 9-44       | Livorno - Lyons              | 21-41     |
| 19-17      | Udine - San Donà             | 20-49     |
| 23-16      | Pro Recco - Brescia          | 28-33     |
| 32-7       | Firenze 1931 - Grande Milano | 26-11     |
| 33-52      | CUS Verona - Accademia FIR   | 16-27     |
| 19-31      | Modena - Fiamme Oro          | 12-22     |
|            |                              |           |
| 30-10-2011 | 5ª/16ª giornata              | 4-3-2012  |
| 40-7       | Lyons - Pro Recco            | 12-14     |
| 66-7       | Udine - Livorno              | 59-7      |
| 32-20      | San Donà - Brescia           | 50-25     |
| 22-32      | Grande Milano - Modena       | 13-22     |
| 6-35       | Accademia FIR - Fiamme Oro   | 7-49      |
| 22-16      | Firenze 1931 - CUS Verona    | 23-22     |
|            |                              |           |
| 27-11-2011 | 8ª/19ª giornata              | 22-4-2012 |
| 20-19      | Modena - Lyons               | 33-33     |
| 27-13      | Accademia FIR - Udine        | rinv.     |
| 51-5       | San Donà - Grande Milano     | 31-25     |
| 45-22      | Brescia - CUS Verona         | 25-26     |
| 17-22      | Pro Recco - Firenze 1931     | 23-13     |
| 65-5       | Fiamme Oro - Livorno         | 69-0      |
|            |                              |           |
| 8-1-2011   | 11ª/22ª giornata             | 13-5-2012 |
| 62-14      | Lyons - Grande Milano        | 22-14     |
| 25-6       | Udine - Brescia              | 22-42     |
| 10-55      | Livorno - San Donà           | 67-10     |
| 27-20      | Pro Recco - Modena           | 35-15     |
| 25-27      | Firenze 1931 - Accademia FIR | 14-8      |
| 12-20      | CUS Verona - Fiamme Oro      | 11-38     |

| 16-10-2011 | 3ª/14ª giornata               | 29-1-2012 |
| ---------- | ----------------------------- | --------- |
| 20-16      | Lyons - CUS Verona            | 31-20     |
| 17-13      | Udine - Firenze 1931          | 16-18     |
| 19-13      | San Donà - Modena             | 42-24     |
| 24-36      | Brescia - Fiamme Oro          | 10-45     |
| 18-22      | Grande Milano - Pro Recco     | 28-45     |
| 55-18      | Accademia FIR - Livorno       | 14-20     |
|            |                               |           |
| 13-11-2011 | 6ª/17ª giornata               | 25-3-2012 |
| 27-14      | Fiamme Oro - Lyons            | 18-16     |
| 16-10      | Modena - Udine                | 17-28     |
| 14-5       | San Donà - Accademia FIR      | 24-14     |
| 45-5       | Brescia - Grande Milano       | 69-13     |
| 48-24      | Pro Recco - CUS Verona        | 9-25      |
| 10-54      | Livorno - Firenze 1931        | 12-46     |
|            |                               |           |
| 11-12-2011 | 9ª/20ª giornata               | 29-4-2012 |
| 35-7       | Lyons - Brescia               | 30-31     |
| 19-18      | Udine - Fiamme Oro            | 20-51     |
| 29-40      | Firenze 1931 - San Donà       | 19-24     |
| 9-19       | Livorno - Pro Recco           | 15-68     |
| 16-44      | Grande Milano - Accademia FIR | 19-27     |
| 16-27      | CUS Verona - Modena           | 16-10     |

### Classifica
|  |     | Squadra       | G  | V  | N | P  | PF  | PS   | P±   | B  | Pt |
|  | --- | ------------- | -- | -- | - | -- | --- | ---- | ---- | -- | -- |
|  | 1.  | Fiamme Oro    | 22 | 20 | 0 | 2  | 769 | 286  | 483  | 13 | 93 |
|  | 2.  | San Donà      | 22 | 19 | 0 | 3  | 754 | 408  | 346  | 16 | 92 |
|  | 3.  | Lyons         | 22 | 13 | 1 | 8  | 598 | 425  | 173  | 14 | 68 |
|  | 4.  | Firenze 1931  | 22 | 14 | 0 | 8  | 526 | 405  | 121  | 11 | 67 |
|  | 5.  | Udine         | 22 | 13 | 0 | 9  | 502 | 417  | 85   | 9  | 61 |
|  | 6.  | Pro Recco     | 22 | 12 | 0 | 10 | 521 | 489  | 32   | 11 | 59 |
|  | 7.  | Brescia       | 22 | 11 | 0 | 11 | 602 | 577  | 25   | 13 | 57 |
|  | 8.  | Modena        | 22 | 10 | 1 | 11 | 504 | 465  | 39   | 9  | 51 |
|  | 9.  | Accademia FIR | 22 | 9  | 0 | 13 | 516 | 511  | 5    | 13 | 49 |
|  | 10. | CUS Verona    | 22 | 7  | 0 | 15 | 548 | 549  | −1   | 8  | 36 |
|  | 11. | Grande Milano | 22 | 2  | 0 | 20 | 355 | 780  | −425 | 6  | 14 |
|  | 12. | Livorno       | 22 | 1  | 0 | 21 | 222 | 1105 | −883 | 1  | 5  |

## Verdetti
- San Donà: Campione d'Italia serie A, promossa in Eccellenza 2012-13
- Livorno e Grande Milano: retrocesse in serie B 2012-13 dopo spareggio